# جوزف اس. فرلینگهویسن
جوزف اس. فرلینگهویسن (به انگلیسی: Joseph S. Frelinghuysen) سناتور سابق عضو حزب جمهوری‌خواه ایالات متحده آمریکا بود. وی در سال ۱۹۱۷ تا ۱۹۲۳ میلادی سناتور ایالت نیوجرسی در سنای ایالات متحده آمریکا بود.